# Хьёллум, Буй уй
Буй уй Хьёллум (фар. Búi í Hjøllum; род. 30 марта 1990 года, в Тофтире, Фарерские острова) — фарерский футболист, нападающий.

## Карьера
В 2008 году Буй дебютировал за вторую команду «Б68» и выступал за неё до 2013 года. Всего он провёл за «Б68 II» 83 встречи, в которых отличился 26 голами. В составе первой команды своего родного клуба он дебютировал 4 мая 2015 года в матче против команды «ЭБ/Стреймур II» и отметился в нём дублем Всего в своём дебютном сезоне Буй провёл шесть матчей и забил в них три гола. Сезон-2014 игрок пропустил из-за травмы, следующий сезон он набирал форму в клубном дубле. В премьер-лиге Буй дебютировал 20 марта 2016 года в матче против клуба «Б36».

## Достижения

### Командные
«Б68»
- Победитель первого дивизиона (1): 2013

### Личные
- Лучший бомбардир второго дивизиона (1): 2011 (14 голов)